# سیارک ۱۰۵۰۶
سیارک ۱۰۵۰۶ (به انگلیسی: 10506 Rydberg، نامگذاری:1988CW4) ده هزار و پانصد و ششمین سیارک کشف شده‌است که در ۱۳ فوریه ۱۹۸۸ کشف شد.
قدر مطلق سیارک برابر ۱۲٫۸۰ است.